# Чигиринский поход (1678)
Чигиринский поход 1678 — решающая кампания в ходе Русско-турецкой войны за Правобережную Украину.

## Переговоры и подготовка к войне
По окончании Первого Чигиринского похода русское правительство попыталось восстановить дипломатические отношения с Турцией. 12 (22) декабря 1677 в Стамбул был направлен Афанасий Поросуков с грамотой о вступлении на престол Фёдора Алексеевича и предложением мира. При этом русские, очевидно, надеялись удержать Правобережную Украину. Уже с дороги гонец сообщал 28 декабря (7 января), что османские войска оставлены зимовать по обоим берегам Дуная, а на 1 (11) апреля назначен новый поход. В ответ на русские предложения султан написал, что владеет Украиной по праву завоевателя, и требовал сдать Чигирин и другие города.
Многие турецкие сановники склонялись к миру с Россией, поскольку обстановка на среднем Дунае открывала большие возможности для османской агрессии, но великий визирь Кара-Мустафа желал смыть позор неудачного похода и настоял на продолжении войны. Ибрагим-паша и хан Селим-Гирей были смещены со своих постов, а визирь сам встал во главе армии.
В октябре 1677 в Чигирин прибыл стольник Василий Тяпкин, имевший задание выяснить, стоит ли и дальше оборонять город. Князь Г. Г. Ромодановский и гетман И. С. Самойлович настояли на продолжении обороны. Зимой 1677/1678 начались фортификационные работы, а гарнизон был усилен. Воеводой был назначен Иван Ржевский, его заместителем Патрик Гордон, прибывший в крепость со своим драгунским полком и отрядом пехоты в апреле. Шотландец значительно усилил оборонительные сооружения, а также возвёл целую систему внешних укреплений. 12 (22) апреля 1678 на заседании Боярской думы было решено отправить южную армию к Чигирину. Командующим был назначен князь Ромодановский, заместителями которого стали его сын Михаил, окольничий Пётр Скуратов и думный дворянин Иван Лихарев. Правительство ещё надеялось избежать войны, и Ромодановскому было предписано вступить с турками в переговоры, не допуская их к городу, а в случае невозможности удержать Чигирин — уничтожить крепость и отступить к Киеву. Ромодановский послал на усиление Чигирина генерал-майора Г. И. Косагова с его полком и двумя полками донских казаков, всего 9719 человек. Косагов закрепился у переправы в трёх милях от города, к которому послал 2500 человек.
Для обороны Левобережной Украины собиралось войско под командованием Касимовского царевича Василия Арслановича и боярина князя С. А. Хованского. Значительный отряд был сосредоточен в Киеве под командованием воеводы князя А. М. Голицына. Поскольку Киев был второй целью османов после Чигирина, там были проведены инженерные работы под руководством полковника Виллима фон Залена.

## Начало кампании
Военные действия начали крымские татары и запорожцы. Татарские отряды с января тревожили границы Украины, затем собрались у реки Росавы и напали на территорию Переяславского полка, разграбили несколько сёл и увели много пленных. Полковник Лысенко с казаками и отрядом стрелецкого головы Юдина настиг их у села Хотецкого, в 10 км от Переяславля, и разбил, отняв добычу. Запорожский кошевой атаман Иван Сирко, спустившись по Днепру, разгромил у Казы-Кермена турецкий караван, подвозивший снаряжение и припасы для будущей осады Чигирина. Казаки взяли семь пушек и двадцать знамён, после чего Сирко выступил к Бугу, надеясь уничтожить переправы и атаковать арьергард армии великого визиря с обозом.
В конце апреля войско великого визиря сосредоточилось у Исакчи, затем к нему присоединились отряды валашского и молдавского господарей, а после переправы через Буг — Юрий Хмельницкий с 4 тыс. казаков. Войско двигалось медленно, ожидая крымского хана, который подошёл за два перехода до Чигирина.
Оценки численности турецкой армии в источниках разнятся, но из сообщений наиболее осведомлённых современников — секретаря французского посольства Ф. де ла Круа, и Патрика Гордона — исследователи делают вывод, что собственно турок было около 80 тыс., татар — около 30 тыс., и тысяч 20 вспомогательных «пионерных» частей (валахи и молдаване); итого 130—140 тыс.
Гетман с 30 тыс. выступил из Батурина 10 (20) мая. 50-тыс. войско Ромодановского выступило из Курска ещё 14 (24) апреля. 17 (27) мая войска соединились на Артополоте, и 12 июня пришли в Лубны. С Дона подошли казаки атаманов Михаила Самаренина и Фрола Минаева.

## Осада Чигирина
По сведениям Гордона, на 5 (15) июля гарнизон крепости насчитывал 11 713 человек, затем его численность возросла примерно до 13,5 тыс. Это было на 4 тысячи больше, чем в прошлом году, но теперь приходилось оборонять бо́льшую площадь, и силы противника намного превышали прошлогодние. Если тогда соотношение было 1:7, то теперь 1:10. На этот раз турки основательно подготовились к осаде и обеспечили подавляющее преимущество в артиллерии, располагая 31 тяжёлым орудием, из них четырьмя «сверхтяжёлыми» (для перевозки каждого требовалось 32 буйвола), 130 полевыми пушками и 15 мортирами. Защитники могли противопоставить этой мощи только 11 больших пушек, 68 средних и малокалиберных, и 4 мортиры. Опытных артиллеристов оказалось крайне мало, и к орудиям приставили необученных солдат, к тому же воевода запретил пристрелку орудий под предлогом сбережения пороха и боеприпасов. Все это отрицательно сказалось на действиях русской артиллерии во время осады: мало того, что на четыре турецких выстрела русские едва могли ответить одним, так ещё и стрельба велась крайне неточно, в то время как турецкие канониры редко промахивались.
8 июля турки появились под Чигирином. На следующий день визирь послал осаждённым требование сдать город. Вечером в Чигирин прибыло пополнение, числом 2200 человек. Косагов, охранявший переправу у Тясмина, получил приказ занять позицию ближе к городу. Это было ошибкой, так как визирь направил к Тясмину 10-тыс. отряд татар. Русская армия уже переправлялась через Днепр, и татары наткнулись на корпус генерала В. А. Змеева, атаковали его, были отбиты, но сохранили контроль над переправой.
В ночь с 9 (19) июля на 10 (20) июля осаждённые предприняли первую вылазку, которая переросла в настоящее сражение. Потери турок составили более 800 человек. 10 (20) июля турки начали артиллерийский обстрел крепости. Турецкое осадное искусство не уступало европейскому, за время 22-летней осады Кандии османы приобрели большой опыт, и участники обороны Чигирина не скрывали своего удивления перед скоростью сооружения и хитроумным устройством турецких параллелей и апрошей, для которых даже каменная скала не представляла препятствия. Особенную угрозу представляло минирование. У русских единственный опытный минёр погиб в начале осады, и от применения контрмин пришлось отказаться, тем более, что русские не имели навыков борьбы в подземных ходах.
26 июля (5 августа) казакам, оборонявшим нижний город, было доставлено письмо от «Георгия Гедеона Венжика Хмельницкого, Князя
Украины», в котором их убеждали сдать Чигирин султану и не полагаться на помощь от московита, который «подобно сухой увядшей ветке или побегу древа торчит из навозной кучи». Как и прошлогодние универсалы, это послание не принесло автору никакой пользы.
Османская артиллерия ежедневно подвергала город сильному обстрелу (иной раз до тысячи ядер и гранат за день), под прикрытием которого турецкие осадные работы все ближе подходили к внешним укреплениям. 28 июля (7 августа) в нижнем городе от попадания снаряда загорелась церковь, и пожар опустошил большую часть города. На следующий день турки начали концентрировать огонь на отдельных участках укреплений, постепенно пробивая в них бреши. 3 (13) августа турки три раза штурмовали образовавшийся пролом, но Гордон успел возвести за ним новый ретраншемент и отразил атаки, несмотря на то, что противник пытался расширить брешь, сосредоточив против неё 17 орудий. Подрыв мины обрушил часть стены на другом участке, и туда немедленно бросились турки с 12 знамёнами. После жестокого двухчасового боя защитники выбили их из пролома.
Воевода Ржевский, отправившийся осматривать повреждения от взрыва турецкой мины, был убит осколком тяжёлой гранаты. Вечером на совещании командиров на его место был назначен Патрик Гордон, хотя это и не соответствовало принятой практике.

## Бои на Тясминских высотах
12 (22) июля русско-украинская армия завершила переправу у Бужина, а на следующий день её передовые части были атакованы на широком фронте 20-тыс. турецким корпусом при поддержке татар. Хан нанёс удар по полку Змеева, занимавшего левый фланг. Русские не выдержали и начали отступать. Положение спас стольник Пушкарского приказа Семён Грибоедов, командовавший артиллерией. Частый обстрел замедлил турецкое продвижение и позволил контратаковать. Османы были отброшены. 15 (25) июля русские снова потеснили турок, однако решительных действий Ромодановский и Самойлович не предпринимали, дожидаясь подхода князя К. М. Черкасского. Тот прибыл только 28 июля (7 августа) и привёл всего 4 тыс. черкесов и калмыков. За это время турки успели укрепиться на Тясмине. Наиболее сильную позицию — Стрельникову гору, «фронтом к Днепру» — занимал корпус Каплан-паши.
Было решено переправиться через Тясмин у Кувечинского перевоза. 31 июля (10 августа) авангард под командованием князя Черкасского и генерал-майора Франца Вульфа разбил передовые части турок и отбросил их к высотам. Контратака противника также была отбита, и основные силы воеводы и гетмана подошли к переправе. Тем не менее переправляться на виду у противника было небезопасно, и сначала было решено отбить Тясминские высоты. Для штурма хорошо укреплённой позиции были направлены отборные силы: московские выборные полки Шепелева и Кровкова, приказы московских стрельцов и несколько казачьих и солдатских полков.
1 (11) августа войска атаковали Тясминские высоты, но были отражены турками и в большом беспорядке вернулись в лагерь. 3-го сражение возобновилось. Генерал-поручик А. А. Шепелев и генерал-майор М. О. Кровков со своими полками (5—6 тыс.) занимали правое крыло. В резерве у них стоял Змеев с 10 тыс. пехоты и конницы. В центре находились 9 стрелецких приказов (5600 чел.), у них в тылу около 15 тыс. дворянской конницы. На левом крыле стояли казаки. Белгородские и севские полки наступали ещё левее отдельным корпусом. Основной удар наносился правым флангом. Выборные полки преодолели сопротивление турок и взобрались на Стрельникову гору, но затем были контратакованы и, потеряв около тысячи человек, отброшены, а Шепелев ранен. 500 солдат оказались в окружении, выдержали несколько атак противника, в которых дело «дошло до прикладов», потеряли много людей, но были спасены стрельцами, зашедшими с левого фланга.
Авангард оправился от поражения, и при поддержке резерва вновь поднялся на холм. Кавалерия развернулась на высотах и атаковала турок и крымцев. Первый натиск турки и крымцы отразили, в бою погиб генерал-майор ван дер Низин, покинутый своими людьми. ; затем русские контратаковали и добились победы. По словам Гордона, в трёхчасовом сражении турки и крымцы потеряли всего 500 человек, в их числе двух пашей; потери христиан составили полторы тысячи. Было взято 28 орудий. Ночью турки и крымцы отошли за Тясмин и сожгли за собой мосты.
4 (14) августа армия расположилась лагерем в двух милях от Чигирина. Встать под самым городом или ввести в него значительный отряд пехоты Ромодановский и Самойлович не решились и так и простояли до конца осады, лишь посылая на смену частям гарнизона отдельные полки, что отрицательно сказалось на обороне, так как прибывшие не имели достаточного опыта и легко поддавались панике.

## Падение Чигирина
4 (14) августа в город прибыли полки Юнгмана и Россворма, 5-го были направлены ещё 2500 солдат и 800 стрельцов, которые должны были произвести вылазку. Турки взорвали укрепления ещё на одном участке, и снова пошли на штурм, но были отбиты. В ночь с 6 (16) августа на 7 (17) августа Косагов попытался укрепиться на островке ниже по течению, но утром был выбит оттуда турками. Генерал-майор Франц Вульф также закрепился на одном из островов, откуда без особого успеха обстреливал турецкий лагерь. Поскольку турки усилили натиск и взорвали несколько мин, обрушив часть внешних укреплений, Ромодановский решился направить для поддержки гарнизона 15-тыс. отряд Вульфа, но мост через Тясмин сломался, и передовые части вошли в город только утром 10-го. Вылазка, предпринятая крупными силами, оказалась неудачной.
Утром 11 (21) августа в нижний город был прислан полк Самуэля Вестгофа. Около часа дня две турецкие мины проделали значительную брешь в укреплениях, казаки в панике бросились в город, после чего турки начали общий штурм. Гордон спешно направил против них два солдатских и два казачьих полка, они не дали противнику дойти до рыночной площади и выбили его из города. Собрав свежие силы, турки снова атаковали, у моста через Тясмин уничтожили эскадрон из полка Вестхофа, около 600 русских и казаков, и взяли 5 знамён. Войска гарнизона, в панике бросившиеся на сломанный мост, обрушили его, и много людей погибло в реке.
Тем временем турки подожгли город. Гордон, оставив командовать полковника Корнелиса фон Бокховена, все ещё пытался организовать оборону верхнего замка. С помощью прибывших подкреплений ему до ночи удавалось сдерживать турецкий натиск у мельничной плотины между городом и замком, временами переходя в контратаки. В третьем часу ночи от Ромодановского прибыл письменный приказ уничтожить крепость и отступать. В городе бушевал пожар, посланные на помощь части дезертировали, Вестгоф оставил позиции, даже не уведомив об этом Гордона, но остатки гарнизона ещё сражались. Гордон покинул замок одним из последних, после того как поджёг пороховой погреб. От взрыва, по его словам, погибло около четырёх тысяч турок, ворвавшихся в цитадель. Осаждённые потеряли в уличном бою 11 (21) августа много офицеров, в том числе Бокховена, и 500—600 солдат. Сколько людей погибло во время бегства на переправе, неизвестно.
По словам Гордона, Чигирин «был обороняем и потерян, оставлен, но не взят».

## Отступление к Днепру
12 (22) августа армия, построившись в огромное каре, окружённое подводами, начала отступать к Днепру. Турки и татары под командованием Каплан-паши пытались задержать её, предприняв несколько атак против арьергарда и фланга. 13 (23) августа марш продолжился, в арьергарде были поставлены отборные части под командованием генерал-майора Вульфа. Достигнув лагерных укреплений на берегу Днепра, войска заняли там позиции. Верхний форт, соединявшийся валом с лагерем, занят не был, и турки немедленно им овладели, поставив там батарею, которая с господствующей высоты начала обстрел русского лагеря.

Они постоянно палили по лагерю ядрами и гранатами, и почти ни один выстрел не обходился без потерь из-за [нашего] переполненного и тесного расположения и прекрасного вида, что открывался с холмов на любую часть лагеря.— Гордон, с. 96—97.
14 (24) августа — 16 (26) августа августа русские несколько раз атаковали турецкую позицию, но всякий раз бывали отбиты с уроном. Турецкие отряды переправлялись через Днепр и вступали в бои с казаками. Только с помощью суровых наказаний удалось остановить дезертирство дворян, пытавшихся бежать из лагеря за Днепр. Воеводам всех пограничных с Украиной городов было приказано провести дополнительный набор в армию царевича Касимовского и идти на помощь Ромодановскому и Самойловичу. 21 (31) августа турки оставили форт. 23 августа (2 сентября) стало известно об отступлении турок из-под Чигирина, который они перед уходом разрушили окончательно.

## Окончание кампании
К 27 августа (6 сентября) русско-украинские войска ушли за Днепр. Прибыв в Сумы, воевода распустил войска. Турки двинулись на запад, переправились через Тясмин и встали лагерем у Капустиной Долины. Кара-Мустафа послал отряд захватить Канев; население было перебито, кроме 70 человек, укрывшихся в церкви, которых пощадили по ходатайству Хмельницкого. Тому на помощь были направлены войска, чтобы овладеть Немировым, Кальником и другими городами, уступленными Польшей по Журавенскому миру. Затем османы вернулись на Дунай.
По донесению, представленному в Разрядный приказ, потери русских в кампании 1678 составили 3290 человек убитыми, пропавшими без вести и пленными, и 5430 ранеными. Потери Чигиринского гарнизона Ромодановский определил в 332 убитыми и 1047 ранеными, что представляется совершенно невероятным. Гордон приводит данные о потерях от турецкого артобстрела с 9 (19) июля по 16 (26) июля и с 25 июля (4 августа) по 10 (20) августа , и они составляют 657 убитых и 1079 раненых. Путём экстраполяции, из расчёта среднесуточных потерь, общая цифра за месяц должна составлять около 950 убитых и 1500 раненых, и это не считая погибших при вылазках. Число жертв 11 (21) августа — 12 (22) августа вообще не поддаётся исчислению; по сведениям Гордона, в боях в самом Чигирине и у переправы погибло 25 офицеров и не менее 1200 солдат и казаков.
Турецкие потери точно неизвестны; по-видимому, ближе всего к истине де ла Круа, который сообщает о гибели более 30 тысяч османов и о том, что турки говорили, будто никогда ещё победа не доставалась им такой дорогой ценой, и с таким ожесточённым сопротивлением до этого сталкиваться не приходилось.

## Обвинения
Степень вины Ромодановского и Самойловича, стоявших в двух милях от города и не оказавших ему помощи, является давним предметом дискуссии. Слухи об их предательстве поползли сразу же; говорили, что турки грозили князю содрать кожу с головы его сына, находившегося в плену, набить её соломой и послать в подарок. Уже Костомаров отверг эти домыслы и указал на то, что у воеводы и гетмана был тайный приказ царя разрушить Чигирин, если окажется невозможным его удержать. Атаман Сирко прямо обвинил Ромодановского и Самойловича в нежелании помогать Правобережью. В Москве ходили слухи, что в Чигирине погибло до 30 тыс. русских и украинцев, а потери полевой армии были ещё больше. Иностранные наблюдатели, в частности голландский резидент в Москве ван Келлер, также пишут, что Ромодановскому будет трудно избавиться от чигиринского позора.
Из современных историков невиновность Ромодановского в поражении под Чигирином отстаивает А. П. Богданов, полагающий, что воевода исполнял волю правительства, а затем был вынужден принять на себя вину за неудачу (Брайан Дэвис, однако, указывает, что Ромодановскому были даны полномочия самолично решать судьбу города). Он был отправлен в отставку, а в 1682, во время Московского бунта растерзан стрельцами, припомнившими ему Чигирин.
Большинство же историков указывает на четыре главные ошибки русско-гетманского командования:
1. Отказ Ромодановского и Самойловича от форсирования Днепра 26 июня (6 июля) (войска достигли Бужина лишь 3 (13) июля);
2. Отвод Ромодановским 10 (20) июля войск Косагова с Крыловской переправы для охраны отряда Самойловича, что позволило крымско-турецким войскам взять переправу под контроль;
3. Царский приказ, предписывавший Ромодановскому не покидать лагерь в Бужине до подхода отряда князя Черкасского. Это задержало продвижение войск на три недели, а подошедшие 29 июля (8 августа) подкрепления оказались немногочисленными (ок. 5 тыс.) и малобоеспособными); вынужденное же стояние войск, по свидетельству Самойловича, привело к дезертирствам из армии Ромодановского. Впрочем, на решение не предпринимать активных действий повлияла и полученная разведывательная информация о планах османских войск снять осаду с Чигирина и продвигаться в направлении Киева;
4. Отказ Ромодановского от форсирования Тясмина в период с 3 (13) августа по 12 (22) августа ; главнокомандующий ограничился отправкой немногочисленных подкреплений гарнизону крепости.
Действительными причинами были, по-видимому, неуверенность правительства и командования в своих войсках (дворяне, отправляясь на войну, надеялись «государю послужить, а саблю из ножен не вынимать», было много уклонявшихся от набора и дезертиров), а также плохая организация, неумелое руководство, несогласованность и противоречия в среде командования (как на стратегическом уровне — между Ромодановским и его политическим конкурентом, воеводой Большого полка князем В. В. Голицыным, так и на тактическом — между командующими отдельных подразделений). Патрик Гордон отмечал также низкий уровень выучки гарнизона крепости, особенно (но не исключительно) войск старого образца.

## Награды
Гордон, получивший за время осады четыре ранения, в том числе пулей в лицо, был произведён в генерал-майоры и назначен одним из командиров киевского гарнизона (о чём лично хлопотал гетман Самойлович). Матвей Кровков был пожалован в генерал-поручики, а в следующем году царь сделал его и Шепелева полными генералами и приказал «писать с вичем».

## Итоги
Поражение под Чигирином фактически решило исход войны. Османский протекторат над Правобережной Украиной был восстановлен. 22 декабря (1 января) в Стамбул был отправлен гонец Василий Даудов с новыми мирными предложениями. Страх перед возможностью османского нашествия был столь велик, что от имени патриарха Иоакима и собора турецкому муфтию была направлена грамота с просьбой о содействии в заключении мира. При этом отказываться от владений на правом берегу русское правительство не хотело, поэтому переговоры затянулись на два года, и только после неудачи в поиске союзников Россия была вынуждена принять турецкие условия.
Осаду Чигирина часто сравнивают с обороной Вены пятью годами позже. Гордон, перечисляя пашей, командовавших турецкой армией, прибавляет, «те же, что под Веной». При этом, если самого Гордона можно сравнивать с Рюдигером фон Штарембергом, то Ромодановский и Самойлович не снискали лавров Яна Собеского и Карла Лотарингского. Относительным успехом можно считать то, что визирь, понеся большие потери под Чигирином, не решился идти на Киев.
Под влиянием падения Чигирина Москва решила провести военную реформу, увеличив число хорошо зарекомендовавших себя пехотных частей нового, иностранного образца и реорганизовав стрелецкое войско (что в итоге привело к стрелецкому бунту в Москве 1682 года).